# Tweede Kamerverkiezingen 1982/Kandidatenlijst/RPF
Dit is de kandidatenlijst voor de Tweede Kamerverkiezingen 1982 van de RPF. De partij had een lijstverbinding met de SGP en het GPV.

## De lijst
- vet: verkozen
- schuin: voorkeurdrempel overschreden

1. Meindert Leerling - 113.881 stemmen
2. Aad Wagenaar - 1.290
3. Johan Frinsel - 6.281
4. A.W. Biersteker - 277
5. R. Meijer-Kuipers - 252
6. Jan Rietkerk - 463
7. Andries Knevel - 101
8. A. Hekstra - 99
9. J.H. ten Hove - 239
10. P. Langeler - 76
11. N.C. van Velzen - 188
12. Ad de Boer - 85
13. G.W. Willemsen - 53
14. H. Bisschop - 91
15. R.T. Huizinga - 69
16. H.J. Colijn - 61
17. Henk Visser - 43
18. Rijk van Dam - 56
19. L. van Klinken - 50
20. G. Kramer - 35
21. W. den Toom - 30
22. H. van Veelen - 54
23. Marjolijn Boellaard-Groenendijk - 102
24. Cor de Jonge - 57
25. Hendrik van Riessen - 63
26. J.H.A. van Dam - 37
27. H. Roffel - 33
28. J.R. Kuiper - 17
29. J. Heetebrij - 47
30. E.J. de Roo - 92

CDA · PvdA · VVD · D'66 · PSP · CPN · SGP · PPR · RPF · GPV · Rechtse Volkspartij · Centrumpartij · EVP · NVU · Kleine Partij · God Met Ons · PPBMWM · SP · DS'70 · RKPN
1977 · 1981 · 1982 · 1986 · 1989 · 1994 · 1998